# Koningin van Seba

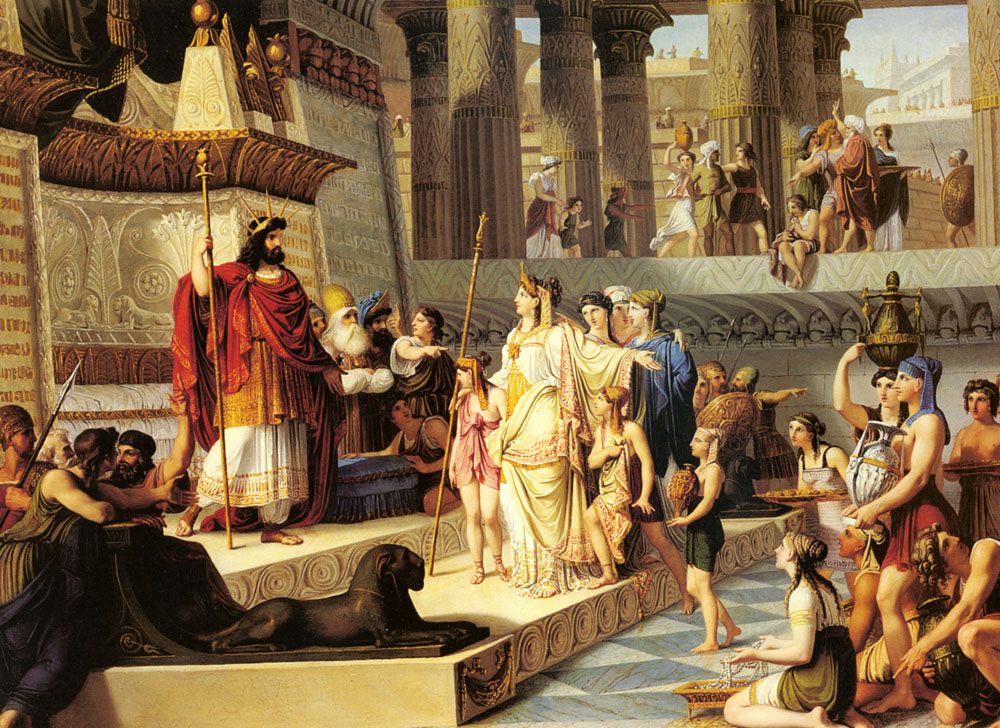
Koning Salomo ontvangt de koningin van Seba

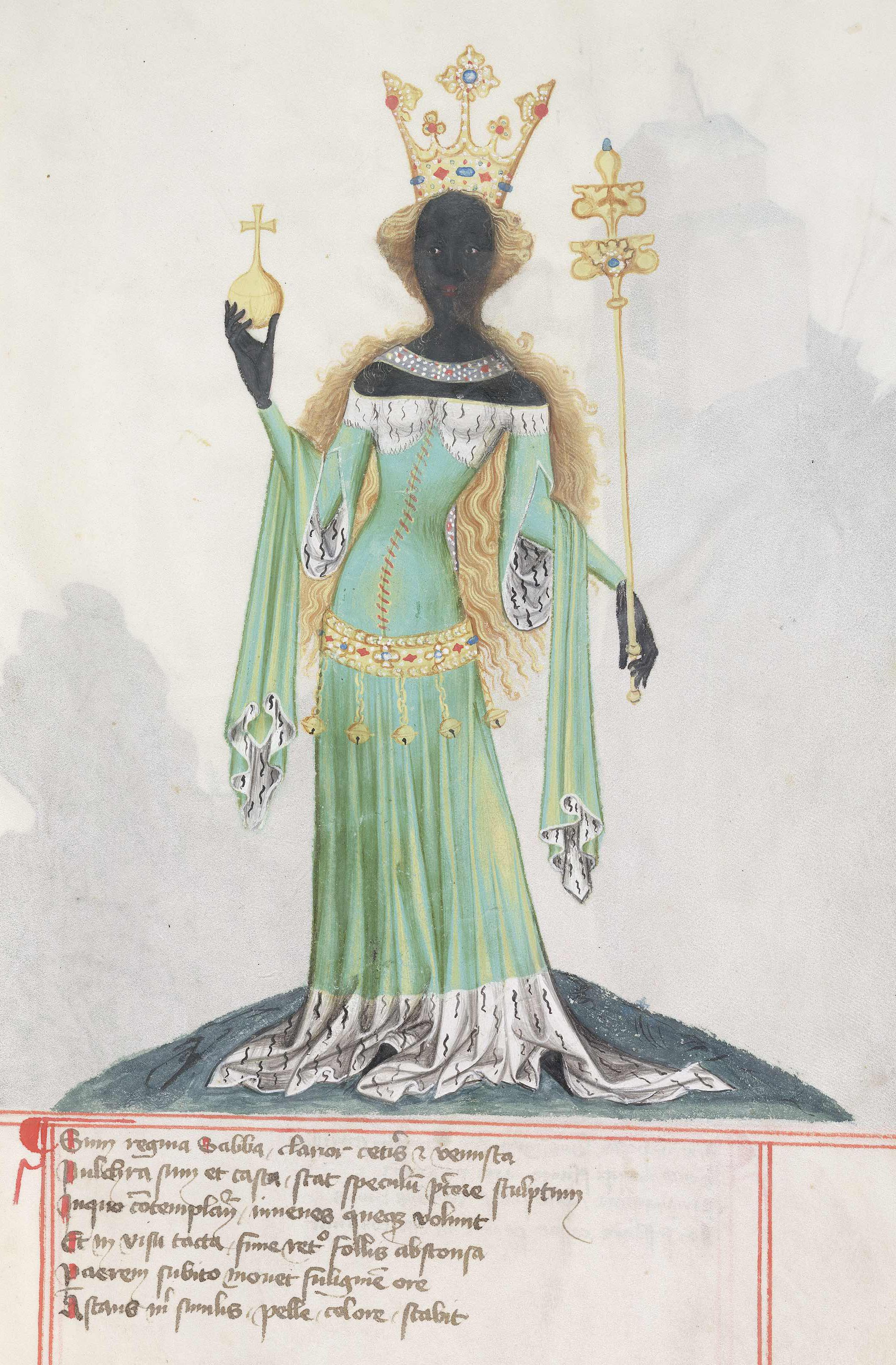
De koningin van Seba, 1405

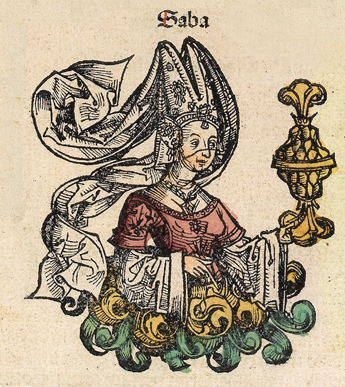
Afbeelding uit de Kroniek van Neurenberg, 1493

De koningin van Seba of Sjeba (Hebreeuws: מַלְכַּת שְׁבָא, Malkat Šĕva) wordt genoemd in de Hebreeuwse Bijbel, de Koran en de Kebre Negest. 
In de Bijbel noch in de Koran wordt haar naam genoemd. In Ethiopië heet ze Makeda en in de islamitische overlevering Bilqis. In Handelingen 8:27 wordt de koningin van Ethiopië kandake genoemd, een titel uit Koesj (het huidige Nubië).

## Herkomst
Haar koninkrijk Seba wordt door moderne archeologen geplaatst in Ethiopië of Jemen. Sommige huidige Ethiopiërs zeggen dat ze afstammen van de verbintenis tussen Salomo en de koningin van Seba.

## Hebreeuwse Bijbel
In de Hebreeuwse Bijbel hoorde de koningin van Seba van de grote wijsheid van koning Salomo van Israël en reisde zij naar hem met goud, specerijen en edelstenen als geschenken voor hem. Ze was zo onder de indruk van Salomo's wijsheid en rijkdom dat ze zijn God zegende, waarop Salomo haar alles gaf wat zij verlangde (1 Koningen 10:1-13 en vrijwel identiek 2 Kronieken 9:1-12).
Flavius Josephus (1e eeuw) vertelde hetzelfde verhaal in zijn Oude geschiedenis van de Joden.

## Christelijke traditie
Jezus noemde een "koningin van het Zuiden" die Salomo had bezocht (Matteüs 12:41-42; Lucas 11:31-32). Origenes identificeerde haar met de koningin van Seba. Hij dacht ook dat zij de mythische bruid is uit Hooglied 1:5, mede omdat de bruid daarin zegt: "donker ben ik".
Een legende wil dat de geschenken die de koningin van Seba aan Salomo gaf, later door de wijzen uit het oosten aan Jezus werden gegeven.
In de Middeleeuwen werd de koningin van Seba door sommige christenen geïdentificeerd met de sibille Sabba.

## Koran

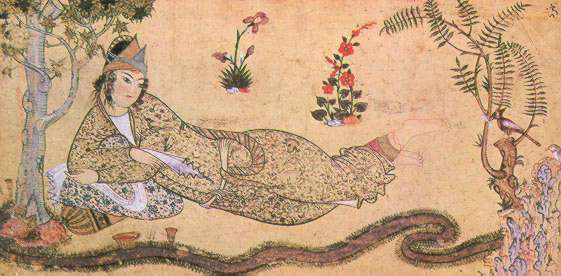
De koningin van Seba (Bilqis) en de hop, die een brief van Sulaiman brengt (ca. 1600)

In de Koran wordt Sulaiman (Salomo) niet alleen als een rijke koning beschreven, die macht heeft over vogels, dieren en djinn, maar bovenal als een profeet. Hij geloofde dat de koningin van Seba de zon aanbad. Hij stuurde haar een boodschap om "in nederige onderwerping" naar hem te komen (Koran Soera 27:31). De koningin stuurde Sulaiman een brief en kostbare geschenken en reisde af om hem in zijn kristallen paleis te bezoeken.
Toen de koningin in Jeruzalem arriveerde, verwelkomde Sulaiman haar in een voorhof met een glazen vloer. Dit was een listig plan om haar ongewild haar benen te laten zien, want volgens sommige interpretaties van de Koran was Sulaiman bang dat de koningin een vrouwelijke duivel was en was hij door zijn djinns overtuigd dat zij onder haar kleding de hoeven van een ezel verborg. Het glas was zo zuiver dat het op water leek en de koningin tilde haar kleed op om te voorkomen dat het nat werd, waarbij zij een stel prachtige benen onthulde. Verbluft door de illusie riep de koningin volgens de Koran uit: "Mijn Heer! Ik heb mezelf tekort gedaan en ik onderwerp mij met Sulaiman aan Allah, de Heer van alle werelden" (Koran Soera 27:44).

## Kebre Negest
Volgens de Kebre Negest verzocht de koningin, na aankomst bij Salomo, dat hij haar niet met geweld zal nemen. Salomo gaat akkoord onder voorwaarde dat zij niets zonder zijn toestemming van hem zal nemen. Zij gaat ook akkoord. De maaltijd die Salomo haar aanbiedt maakt haar dorstig. Als ze gaat rusten neemt ze wat water. Salomo, die deed of hij sliep, wijst haar er dan op dat ze haar belofte verbreekt, zodat hij dus ook niet aan de zijne is gebonden.

## Politiek en het verhaal
In Ethiopië beweert de keizerlijke familie dat zij afstamt van de koningin van Seba, Makeda genoemd, en Salomo; hun zoon Menelik zou de eerste Ethiopische keizer zijn geweest. Dit is waarschijnlijk een mythologische vertaling van de migratie van mensen uit Arabië naar Ethiopië in de eerste eeuwen na Christus. Het koninkrijk Aksum strekte zich tot de opkomst van de islam in de 7e eeuw uit tot aan het huidige Jemen, en de inheemse Ethiopische taal is nauw verwant aan het Zuid-Arabisch.

## Koningin van Seba in de kunst
Georg Friedrich Händel schreef het feestelijke the Arrival of the Queen of Sheba als onderdeel van het oratorium Solomon. De koningin heet hier Nicaule.
Karl Goldmark componeerde in 1875 de opera Die Königin von Saba, die op 10 maart 1875 in première ging in Wenen. Dit werk was zo populair dat het tot in 1938 onafgebroken op het repertoire stond van de Weense Staatsopera.